# Tyler Cup
La Tyler Cup fu un torneo giocato in Irlanda fra squadre della Repubblica d'Irlanda e squadre dell'Irlanda del Nord tra il 1977 e il 1981. L'idea di mettere a confronto le migliori squadre dei due campionati non era nuova; infatti in precedenza erano state disputate la Blaxnit Cup, la North-South Cup e la Dublin and Belfast City Cup, con un formato molto simile. Dal 2005, invece, si gioca annualmente la Setanta Sports Cup, sempre con un'impostazione simile anche se vi partecipano più di una squadra per ognuna delle due nazioni.

## Risultati della Tyler Cup
Le finali furono giocate in due partite andata e ritorno.
| Stagione | Vincitore       | Punteggio finale | Secondo in classifica |
| -------- | --------------- | ---------------- | --------------------- |
| 1977-78  | Portadown       | 5-3              | Bohemians             |
| 1978-79  | Shamrock Rovers | 1-0              | Finn Harps            |
| 1979-80  | Athlone Town    | 3-2              | Drogheda Utd          |
| 1980-81  | Linfield        | 2-1              | Athlone Town          |